# إد سوزا
إد سوزا (بالإنجليزية: Ed Souza)‏ (22 سبتمبر 1921 في الولايات المتحدة - 19 مايو 1979 في الولايات المتحدة) هو لاعب كرة قدم أمريكي في مركز الهجوم، شارك في كأس العالم 1950 والألعاب الأولمبية الصيفية 1948. وشارك مع منتخب الولايات المتحدة لكرة القدم.

## وصلات خارجية
- إد سوزا على موقع الاتحاد الدولي (مؤرشف)  (الإنجليزية)
- إد سوزا على موقع قاعدة بيانات كرة القدم.إي يو (الإنجليزية)
- إد سوزا على موقع ناشيونال فوتبول تيمز (الإنجليزية)
- إد سوزا على موقع Soccerway.com (الإنجليزية)
- إد سوزا على موقع عالم كرة القدم.نت (الإنجليزية)
- إد سوزا على موقع أوليمبيديا (الإنجليزية)